# Río Bedón
Der Río Bedón ist ein ca. 23 Kilometer langer Küstenfluss in der nordspanischen Autonomen Region Asturien.

## Verlauf
Der Río Bedón entspringt – je nach verfügbaren Regen- oder Schmelzwassermengen in einer Höhe von ca. 150 Metern ü. d. M. – wenige hundert Meter südlich der Parroquia Meré. Er fließt konstant in nördliche oder nordöstliche Richtung und mündet an der Playa de San Antolín in den Golf von Biskaya.

## Orte am Fluss
- Meré
- Rales

## Nebenflüsse
| links - Río San Miguel | rechts |

## Sehenswürdigkeiten
Vor allem der Oberlauf des Flusses ist landschaftlich durchaus reizvoll und bei Anglern beliebt; die Bewohner der Gemeinden und Dörfer an seinen Ufern bieten Ferienwohnungen (casas rurales) zur Vermietung an. Hier liegt auch die Parroquia Meré, wo sich noch etliche traditionelle Kornspeicher (hórreos) erhalten haben. In seinem Mündungsbereich befindet sich die spätromanische Kirche San Antolín de Bedón.